# Amerikai kutyahal
Az amerikai kutyahal (Umbra pygmaea) a sugarasúszójú halak (Actinopterygii) osztályának csukaalakúak (Esociformes) rendjébe, ezen belül a pócfélék (Umbridae) családjába tartozó faj. Egyéb nevei: törpe póc vagy észak-amerikai póc.

## Előfordulása
Az amerikai kutyahal élőhelye az Amerikai Egyesült Államok keleti részének partvidéke, ahol mocsarakban, sekély vizű tavakban és laza talajú, lassú folyású vizekben él.
Mint akváriumi halat először 1898-ban hozták be Németországba. Franciaország középső vidékein és Észak-Németországban a számára alkalmas vizekben kisebb állományai élnek. Az akváriumi tartást európai rokonánál jobban viseli.

## Megjelenése

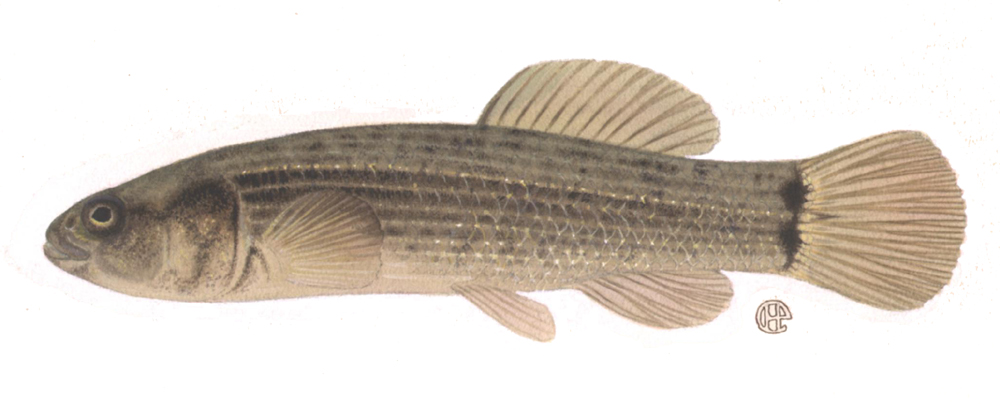
Régebbi rajz a halról

A hal teste erősen nyújtott, oldalról csak nagyon kevéssé lapított, hátúszója egészen hátul helyezkedik el 3 és 12, alsó úszójának pedig 2 és 8 sugara és lekerekített felső szegélye van. Farokúszója is lekerekített. A hasúszók jól láthatóan a hátúszó eleje előtt kezdődnek. Nagy, kerekded pikkelyei vannak a fejtetőn, a fej oldalain és a kopoltyúfedőkön is; 35-37 egy hosszanti sorban. Háta sötétzöld színű; oldalai barnás zöldek, körülbelül 12 keskeny, világos hosszanti sávval, közülük az, amelyik a kopoltyúfedő felső csücskétől indul, kétszer olyan széles, mint a többiek. A farokúszó tövén intenzív sötét keresztsáv van. Állkapocscsontja rendszerint fekete. A hím testhossza 11,5 centiméter, a ikrásé 15 centiméter.

## Életmódja
Helyhez kötött halfaj. Kiegészítő légzésre képes, a rossz vízminőség és az oxigénhiány ellenére is képes megmaradni. Tápláléka gerinctelenek kandicsrákok, vízibolhák, rovarok és azok lárvái.

## Szaporodása
Az amerikai kutyahal március–áprilisban ívik, ikráit a parti sekély vízben, növények közé rakja le. A kelési idő 5-10 nap.
A törpe póc szaporodását elsők között W. Bahr, berlini akvarista tanulmányozta és a 150 liter űrtartalmú medencében végzett megfigyeléseit így írta le:  

„Fenéktalaj gyanánt tavi iszapot alkalmaztam és dúsan beültettem mocsári és vízi növényekkel. - Írja beszámolójában. - Miután 6 hónapig állni hagytam, csaknem áthatolhatatlan bozót keletkezett benne.
A tejes kb. 14 nap múlva kezdett el sürgölődni, s amikor pár nappal később a medencét gondosan átvizsgáltam, az Elodea densa nevű hínár szárára ragasztva egész sereg apró, tejfehér ikrát fedeztem fel. 
A szülőket eltávolítottam, s az ivadék néhány nap múlva kikelt.
Kezdetben ázalékállatokkal etettem őket, majd, amikor már 2 cm-esek voltak, piscidint adtam nekik. Összesen 34 darabot sikerült nagyra felnevelni.”

– W. Bahr